# تذبذب شبه دوري
في علم فلك الأشعة السينية التذبذب الشبه الدوري (بالإنجليزية:  quasi-periodic oscillation)‏ هي الطريقة التي يتذبذب فيها ضوء الأشعة السينية القادم من جرم فلكي حول ترددات معينة.في هذا الوضع، تنبعث الأشعة السينية بالقرب من الحافة الداخلية للقرص المتراكم الذي تدور فيه الغازات على جرم فلكي متراص مثل قزم أبيض أو نجم نيوتروني أو ثقب أسود.
ظاهرة التذبذب الشبه الدوري ظاهرة واعدة قد تساعد علماء الفلك على فهم المناطق الأعمق من الأقراص المتراكمة وفترات دوران الأقزام البيضاء، والنجوم النيوترونية، والثقوب السوداء.ويمكن أن تساعد في اختبار نظرية النسبية العامة لألبرت أينشتاين مما يجعل التنبؤات تختلف أكثر وخصوصا التنبؤات المتعلقة بقانون الجذب العام لنيوتن عندما تكون قوة الجاذبية أقوى أو عندما يكون الدوران أسرع (وعندما يأتي دور ظاهرة تأثير لينز-ثيرينج ). ومع ذلك، لا تزال التفسيرات المختلفة للتذبذب الشبه الدوري مثيرة للجدل والاستنتاجات التي تم التوصل إليها لا تزال إستنتاجات مؤقتة.
تاريخيا رصدت ظاهرة التذبذب الشبه الدوري لأول مرة في أنظمة القزم الأبيض ثم في أنظمة النجوم النيوترونية.